# Вулиця Уласа Самчука (Рівне)
Ву́лиця Ула́са Самчука́ — одна з вулиць міста Рівне. Названа на честь українського письменника, журналіста, публіциста, члена ОУН та уряду УНР у вигнанні Уласа Самчука.
Вулиця починається від розсохи вулиці Гагаріна перед Палацом культури «Текстильник» (там же починається і вулиця Перший промінь) і пролягає на схід до перехрестя з вулицею Академіка Грушевського, за яким вулиця Уласа Самчука перетворюється на вулицю Кобзарську.